# Estadio La Cocha
El estadio La Cocha (oficialmente conocido como estadio Municipal La Cocha) es un estadio de fútbol de Ecuador. Está ubicado en la avenida Luis de Anda y calle Panzaleos, de la ciudad de Latacunga. Es usado mayoritariamente para la práctica del fútbol, y allí juega como local el Sociedad Deportiva Flamengo y el Club Sport Norte América de la Segunda Categoría, así como varios equipos latacungueños de Segunda División. Tiene capacidad para acoger a 16 000 espectadores.
Fue inaugurado el 1 de abril de 1982, con la presencia del Presidente de la República, Oswaldo Hurtado Larrea. Posteriormente, el mandatario firmará como testigo de honor, el contrato de construcción del Coliseo Cubierto de Deportes de la ciudad de Latacunga.
En 2001 con apariencia renovada, en este estadio allí se jugó un solo partido de la primera ronda del Campeonato Sudamericano Sub-20 Ecuador 2001, entre las selecciones de Brasil y la del Perú.
En 2007 con apariencia renovada, en este estadio allí se jugaron dos partidos de la primera ronda del Campeonato Sudamericano Sub-17 Ecuador 2007, entre las selecciones de Ecuador (país anfitrión) y Bolivia, Brasil y Chile. También en este escenario deportivo se jugaron tres partidos de la ronda final del Campeonato Sudamericano Sub-17 de Ecuador de 2007, entre la de Ecuador (como anfitrión), Colombia, Argentina, Brasil, Perú y Venezuela.
En 2011 con apariencia renovada, También en este estadio allí se jugaron cuatro partidos de la primera ronda del Campeonato Sudamericano Sub-17 Ecuador 2011, entre las selecciones de Ecuador (país anfitrión) y Bolivia, Brasil, Argentina y Perú. También en este escenario deportivo se jugaron seis partidos de la ronda final del Campeonato Sudamericano Sub-17 de Ecuador de 2011, entre la de Ecuador (como anfitrión), Colombia, Brasil, Argentina y Paraguay.
El estadio también desempeña un importante papel en el fútbol local, ya que los clubes latacungueños como el Espoli de Quito (provisional), Deportivo Cotopaxi, Flamengo, Deportivo Saquisilí (provisional), Universidad Técnica de Cotopaxi,Club Alianza San Felipe, Ramón Barba Naranjo, ESPEL, Liga Deportiva Estudiantil, Latacunga Fútbol Club y Latacunga Sporting Club, hacían y/o hacen de locales en este escenario deportivo.
Asimismo, este estadio es sede de distintos eventos deportivos a niveles provincial y local, así como escenario para varios eventos de tipo cultural, especialmente conciertos musicales (que también se realizan en el Coliseo Camilo Gallegos Domínguez de Latacunga). Fernández  Madrid

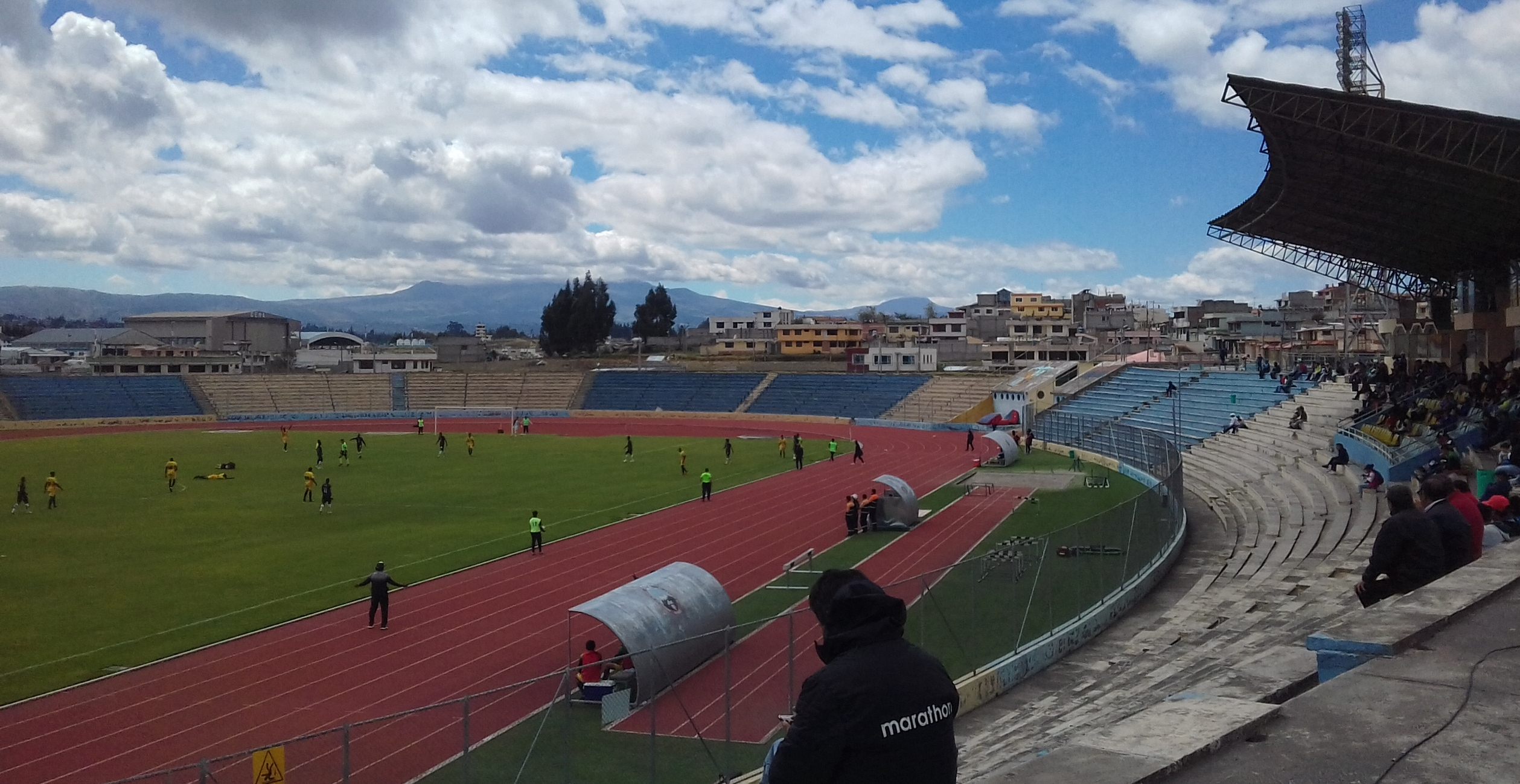
Estadio La Cocha

## Partidos en el Estadio La Cocha

### Partidos del Sudamericano Sub-20 Ecuador 2001
En el Estadio La Cocha se jugó un solo partido:
| 13 de enero de 2001 | Brasil | 4:1 | Perú | La Cocha, Latacunga             |                                 |
| 15:00               |        |     |      | Asistencia: 15.000 espectadores | Asistencia: 15.000 espectadores |

### Partidos del Sudamericano Sub-17 Ecuador 2007
En el Estadio La Cocha se jugaron los siguientes partidos:
| 12 de marzo de 2007 | Brasil                             | 4:5 (1:2) | Ecuador                                                    |                                                                          |                                                                          |
|                     | Lulinha 2', 53' Álex 88' Fabio 92' |           | Ángel Marín 3', 69 Pablo Ochoa 35', 50' Miller Bolaños 74' | Asistencia: 15.000 espectadores Árbitro(s): Hernando Buitrago (Colombia) | Asistencia: 15.000 espectadores Árbitro(s): Hernando Buitrago (Colombia) |

| 12 de marzo de 2007 | Chile | 1:2 (0:1) | Bolivia          |                                                                        |                                                                        |
|                     |       |           | Diego Suárez 16' | Asistencia: 15.000 espectadores Árbitro(s): Gabriel Favale (Argentina) | Asistencia: 15.000 espectadores Árbitro(s): Gabriel Favale (Argentina) |

| 23 de marzo de 2007 | Colombia | 0:0 | Brasil |                                                                        |  |
|                     |          |     |        | Asistencia: 15.000 espectadores Árbitro(s): Alfrego Intriago (Ecuador) |  |

| 23 de marzo de 2007 | Argentina          | 1:1 (0:0) | Venezuela             |                                                                      |                                                                      |
|                     | Eduardo Salvio 47' |           | Franco Signorelli 83' | Asistencia: 15.000 espectadores Árbitro(s): Líber Prudente (Uruguay) | Asistencia: 15.000 espectadores Árbitro(s): Líber Prudente (Uruguay) |

| 23 de marzo de 2007 | Perú                                | 2:2 (1:2) | Ecuador             |                                                                      |                                                                      |
|                     | Daniel Sánchez 4' Reimond Manco 81' |           | Erick Minda 3', 20' | Asistencia: 15.000 espectadores Árbitro(s): Antonio Arias (Paraguay) | Asistencia: 15.000 espectadores Árbitro(s): Antonio Arias (Paraguay) |

### Partidos del Sudamericano Sub-17 Ecuador 2011
En el Estadio La Cocha se jugaron los siguientes partidos:
| 12 de marzo de 2011, 16:00 | Ecuador                   | 2:1 (2:0) | Bolivia   |                                                                      |                                                                      |
|                            | Batioja 22' · Mercado 24' |           | Silva 49' | Asistencia: 15.000 espectadores Árbitro(s): Ricardo Marques (Brasil) | Asistencia: 15.000 espectadores Árbitro(s): Ricardo Marques (Brasil) |

| 12 de marzo de 2011, 18:10 | Argentina                                                  | 4:2 (1:2) | Perú                 |                                                                    |                                                                    |
|                            | Paredes 44' (pen.) · Ocampos 53' · Ferreira 73' · Pugh 87' |           | García 4' · Polo 35' | Asistencia: 15.000 espectadores Árbitro(s): Patricio Polic (Chile) | Asistencia: 15.000 espectadores Árbitro(s): Patricio Polic (Chile) |

| 21 de marzo de 2011, 17:00 | Ecuador     | 1:0 (1:0) | Uruguay |                                                                    |                                                                    |
|                            | Sornoza 16' |           |         | Asistencia: 15.000 espectadores Árbitro(s): Patricio Polic (Chile) | Asistencia: 15.000 espectadores Árbitro(s): Patricio Polic (Chile) |

| 21 de marzo de 2011, 19:10 | Argentina                                   | 3:0 (1:0) | Bolivia |                                                                     |                                                                     |
| | Ocampos 16' · Paredes 59' · Pugh 82' (pen.) |           |         | Asistencia: 15.000 espectadores Árbitro(s): Héctor Parra (Colombia) | Asistencia: 15.000 espectadores Árbitro(s): Héctor Parra (Colombia) |
| Suspendido a los 77 minutos debido a un corte de energía eléctrica. El encuentro se terminó de jugar el 22 de marzo a las 11:00 horas |                                             |           |         |                                                                     |                                                                     |

| 28 de marzo de 2011, 15:50 | Argentina   | 1:0 (0:0) | Paraguay |                                                                     |                                                                     |
|                            | Benítez 76' |           |          | Asistencia: 15.000 espectadores Árbitro(s): Héctor Parra (Colombia) | Asistencia: 15.000 espectadores Árbitro(s): Héctor Parra (Colombia) |

| 28 de marzo de 2011, 18:00 | Ecuador | 0:0 | Colombia |                                                                      |  |
|                            |         |     |          | Asistencia: 15.000 espectadores Árbitro(s): Mayker Gómez (Venezuela) |  |

| 28 de marzo de 2011, 20:10 | Brasil | 0:0 | Uruguay |                                                                       |  |
|                            |        |     |         | Asistencia: 15.000 espectadores Árbitro(s): Julio Quintana (Paraguay) |  |

| 3 de abril de 2011, 15:50 | Paraguay      | 1:3 (0:1) | Uruguay                                |                                                                    |                                                                    |
|                           | Caballero 78' |           | Aguirre 22' · Álvarez 59' · Mascia 75' | Asistencia: 15.000 espectadores Árbitro(s): Patricio Polic (Chile) | Asistencia: 15.000 espectadores Árbitro(s): Patricio Polic (Chile) |

| 3 de abril de 2011, 18:00 | Argentina                       | 2:1 (2:1) | Colombia  |                                                                   |                                                                   |
|                           | Ocampos 4' · Andrada 14' (pen.) |           | Cuero 20' | Asistencia: 15.000 espectadores Árbitro(s): Henry Gambetta (Perú) | Asistencia: 15.000 espectadores Árbitro(s): Henry Gambetta (Perú) |

| 3 de abril de 2011, 20:10 | Brasil                                            | 3:1 (2:0) | Ecuador        |                                                                       |                                                                       |
|                           | Matheus Barbosa 24' · Leo 29' · Adryan 54' (pen.) |           | Cevallos 90+4' | Asistencia: 15.000 espectadores Árbitro(s): Héctor Martínez (Uruguay) | Asistencia: 15.000 espectadores Árbitro(s): Héctor Martínez (Uruguay) |